# Vidmantas Plečkaitis
Vidmantas Plečkaitis (født 17. februar 1957 i Klaipėda, Litauen) er en litauisk maler, kunstner, offentlig person og politiker, tidligere viceborgmester i byen Klaipėda.